# Halo-Halo Bandung
Halo-halo Bandung is een Indonesisch strijdlied dat gezongen werd door Indonesische nationalisten tijdens de politionele acties in Bandung, onder andere tijdens de Bandung Lautan Api.
Het lied is in 1946 geschreven door Ismail Marzuki

## Originele Tekst
Halo-halo Bandung
Ibukota periangan
Halo-halo Bandung
Kota kenang-kenangan
Sudah lama beta
Tidak berjumpa dengan kau
Sekarang telah menjadi lautan api
Mari bung rebut kembali